# Церковь Сретения Господня (Брянск)
Надвратная Церковь Сретения Господня (Сретенская надвратная церковь, Церковь Сретения, Надвратная Церковь и Святые ворота) — оригинальный надвратный трёхъярусный храм в городе Брянске, Супоневском районе. Расположен над главными северными «святыми» вратами Свенского монастыря между двумя въездными башнями.
Церковь была создана в конце XVII века ещё до посещения Петром I монастыря. Одно из первых упоминаний датируется 1678 годом.
Долгое в надвратной церкви располагалась пыточная. В неё сопровождали непослушников монастыря. Сегодня в том помещении находится камера забытых вещей.

## Легенда
По легенде нынешние северные ворота Свенского монастыря стоят на том месте, где ослепший великий князь Роман Михайлович Старый, шедший из Брянска по молившись получил прозрение у Печерской иконе Божией Матери. В том месте был поставлен крест милости Господней, как утверждал в сочинении архимандрит Иеорофей.
Сегодня на этом месте находится Надвратная Церковь Сретения Господня и главный вход в монастырь с конечной автобусной остановки «Свенский монастырь».

## История

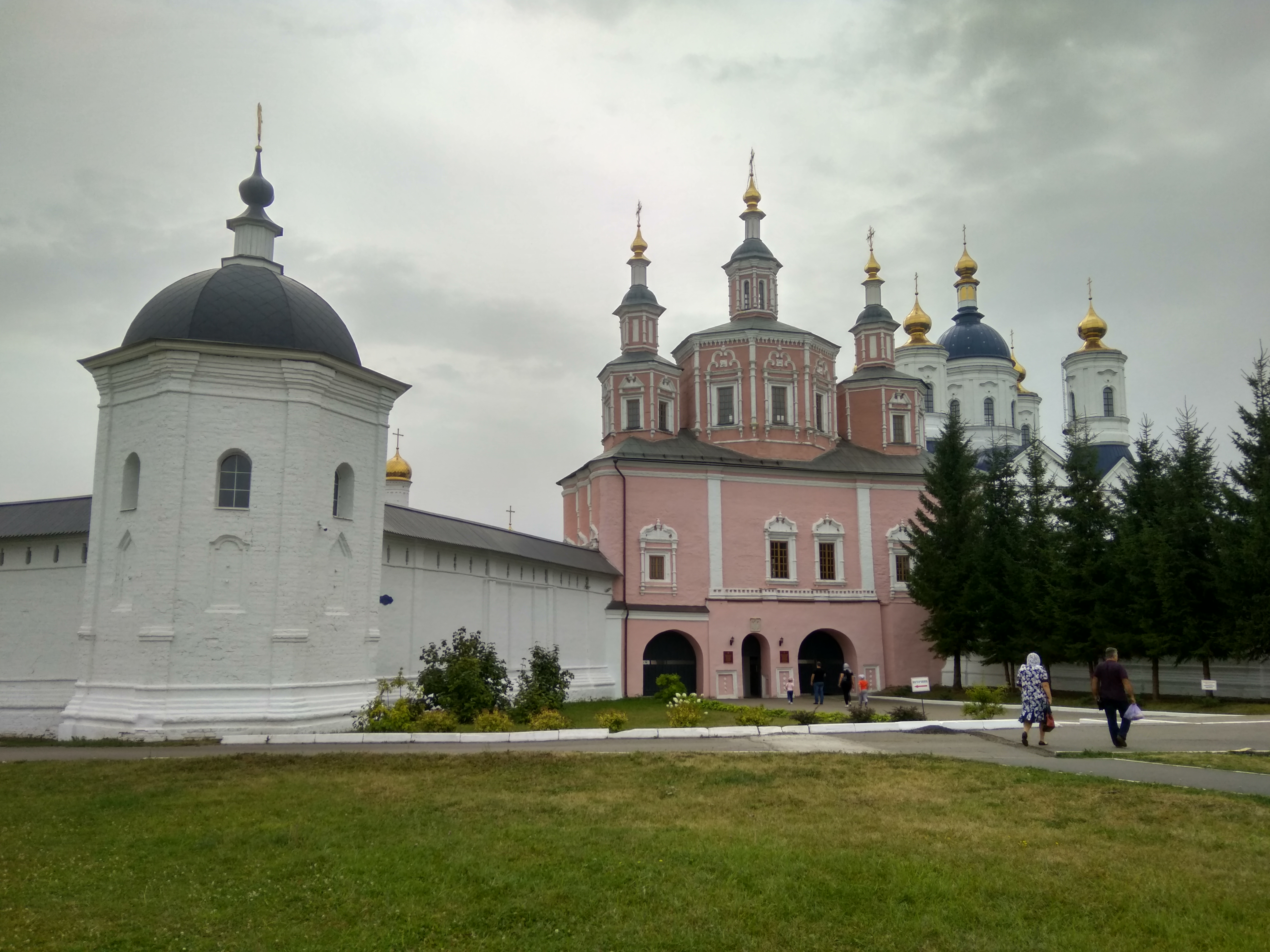
Надвратная церковь и левая въездная башня Свенского монастыря

Точное время постройки Надвратной церкви неизвестно. Разные источники утверждают, что она возведена при Петре Великом в 1690 году, а из описей можно сделать вывод, что в 1681 году Святые ворота уже существовали.
В книге вкладов она так же упоминалась под 1678 годом. В некоторых источниках условное время появления указано, как 1694 год.
В 1827 году церковь частично сгорела. После пожара восстановили «верхи, крыши и главы». Стены воздвигнуты, своды залиты.
В 1883 году расписал северный фасад вместе с оградой до правой и левой входных башен. С восточной стороны помещение привратников. Сегодня торговая зона.
В 1930 году стал один из немногих культовых объектов Свенского монастыря не подвергшийся полному уничтожению во времена советской власти.
В 1977 году надвратная церковь первейшим объектом Свенского монастырского комплекса подвергшийся реставрации.
В плоть до 2020-х годов периодически реставрировалась. Используется под пост охраны и периодические богослужения.
На момент 2024 года монастырь ищет деньги на восстановление росписи XIX века северного фасада.

## Архитектура
Сохранившийся до наших дней Сретенский надвратный храм — это надвратный ярусный храм с трёхбашенным надстроением северных ворот. Состоит из двух ярусов:
- Проходы и проезды.
- Церковная часть.

Основной этаж разделён вертикальными лопатками на три части в световых барабанах.
Барабаны представляют собой два восьмерика и один, средний шестерик.
Средний и Большой барабан, имеют помпезное украшением наличников окон. Барабаны накрыты пологими шатрами, над которыми идут меньшие барабаны с куполами.
В надвратном здании церкви имеются врата трехчастным порталом, стилистически соединивший в своей архитектуре нарышкенское и украинское барокко.
Храм воздвигнут из красного кирпича, на старых буковых фундаментах.
При реставрации сделали окраску стен в тёмно-розовый цвет с белыми деталями. Идут разговоры о восстановлении росписи северного фасада.
Ранее под церковью существовал погреб для поклажи всяких казенных вещей.